# Clarkia similis
Clarkia similis là một loài thực vật có hoa trong họ Anh thảo chiều. Loài này được H.F.Lewis & W.R.Ernst mô tả khoa học đầu tiên năm 1953.